# Boux-sous-Salmaise
Boux-sous-Salmaise est une commune française située dans le département de la Côte-d'Or, en région Bourgogne-Franche-Comté.

## Géographie

### Topographie
La commune de Boux-sous-Salmaise occupe une surface de 1 464 hectares. Il existe des montagnes de Champaron au midi, de Bouzot, des Bordes et de Présilly, les rochers Carnet, du Fourneau, du Paradis et Cabotin.
À partir de la rivière on monte de chaque côté une pente assez irrégulière pour arriver jusqu’aux ‘roches’. Là on se trouve en présence d'une muraille abrupte d'une trentaine de mètres de haut en moyenne après quoi se trouve le plateau. Le relief y est moins accidenté, mais loin d'être horizontal. Le point culminant, le Signal de Boux situé au-dessus du plateau qui sépare les vallées de l'Ozerain et de l'Oze entre Boux et Jailly, à une faible distance du chemin vicinal qui unit ces deux villages, atteint 502 m.
Le sol de la commune de Boux –sous- Salmaise appartient entièrement à la période secondaire et est constitué exclusivement par des terrains jurassiques. Le fond de la vallée, comme celui de toutes les vallées de l'Auxois est constitué par des marnes liasiques imperméables, très compactes, difficiles à travailler surtout au fond de la vallée et sur les premières pentes.

### Hydrographie
Situé à 310 mètres d'altitude, Boux-sous-Salmaise est traversé par la rivière de l'Oze qui parcourt son territoire dans toute sa longueur suivant la direction générale S.SE-N.NO. Son lit n'a qu'une largeur de 3 mètres environ et une profondeur de 1 à 2 mètres. À part les périodes de « grandes eaux » où il lui arrive de déborder, la rivière a un débit lent, paresseux et décrit une quantité de méandres au travers des prairies. L'Oze prend sa source à 560 mètres d’altitude près de l’entrée du tunnel ferroviaire de Blaisy-Bas, dans le vallon borné au sud-ouest par « Le Bois de la Chouette ». Constamment longée par le chemin de fer qui la croise souvent (ligne Paris-Marseille), elle arrose les villages de Blaisy-Bas, Turcey, et Verrey-sous-Salmaise, Salmaise, Darcey, Grésigny, Les Laumes. Elle passe comme l'Ozerain au pied du mont Auxois, dans un défilé de 150 mètres de profondeur pour déboucher comme lui dans la plaine des Laumes. L’Oze se jette dans la Brenne au pied de la montagne de Grignon après un parcours de plus de 40 km. L'Oze était autrefois une rivière partiellement flottable. L'Oze reçoit plusieurs petits ruisseaux alimentés par les sources qui naissent au pied des roches calcaires : ruisseaux de la Thuère, de Bouzot, de Présilly sortant de la fontaine Sainte Marguerite. Fontaines de la Saulière, des Crais, Maisonnet, du pré du Gué, des Sept Grives, de la Mal-Roche, du Theureau Broquet et de la Fortelle.

### Localisation et configuration
A 40 kilomètres au nord-ouest de l'entrée de Dijon, le village de Boux-sous-Salmaise se compose de quatre lieux de vie :
- le village central de Boux où se situent la mairie et l'église ;
- trois hameaux : Bouzot, Les Bordes (tous deux au sud) et Présilly (à l'est), du plus proche au plus distant.

### Climat
Pour des articles plus généraux, voir Climat de la Bourgogne-Franche-Comté et Climat de la Côte-d'Or.
En 2010, le climat de la commune est de type climat des marges montargnardes, selon une étude du Centre national de la recherche scientifique s'appuyant sur une série de données couvrant la période 1971-2000. En 2020, Météo-France publie une typologie des climats de la France métropolitaine dans laquelle la commune est exposée à un climat océanique altéré et est dans la région climatique  Lorraine, plateau de Langres, Morvan, caractérisée par un hiver rude (1,5 °C), des vents modérés et des brouillards fréquents en automne et hiver. 
Pour la période 1971-2000, la température annuelle moyenne est de 10,6 °C, avec une amplitude thermique annuelle de 16,9 °C. Le cumul annuel moyen de précipitations est de 946 mm, avec 12,8 jours de précipitations en janvier et 8,6 jours en juillet. Pour la période 1991-2020, la température moyenne annuelle observée sur la station météorologique de Météo-France la plus proche, « Saint-Martin-du-M », sur la commune de Saint-Martin-du-Mont à 12 km à vol d'oiseau, est de 9,9 °C et le cumul annuel moyen de précipitations est de 938,1 mm,. Pour l'avenir, les paramètres climatiques de la commune estimés pour 2050 selon différents scénarios d'émission de gaz à effet de serre sont consultables sur un site dédié publié par Météo-France en novembre 2022.

## Urbanisme

### Typologie
Au 1er janvier 2024, Boux-sous-Salmaise est catégorisée commune rurale à habitat très dispersé, selon la nouvelle grille communale de densité à 7 niveaux définie par l'Insee en 2022.
Elle est située hors unité urbaine et hors attraction des villes,.

### Occupation des sols
L'occupation des sols de la commune, telle qu'elle ressort de la base de données européenne d’occupation biophysique des sols Corine Land Cover (CLC), est marquée par l'importance des territoires agricoles (74,5 % en 2018), une proportion identique à celle de 1990 (74,5 %). La répartition détaillée en 2018 est la suivante : terres arables (44,9 %), prairies (29,6 %), forêts (25,5 %). L'évolution de l’occupation des sols de la commune et de ses infrastructures peut être observée sur les différentes représentations cartographiques du territoire : la carte de Cassini (XVIIIe siècle), la carte d'état-major (1820-1866) et les cartes ou photos aériennes de l'IGN pour la période actuelle (1950 à aujourd'hui).

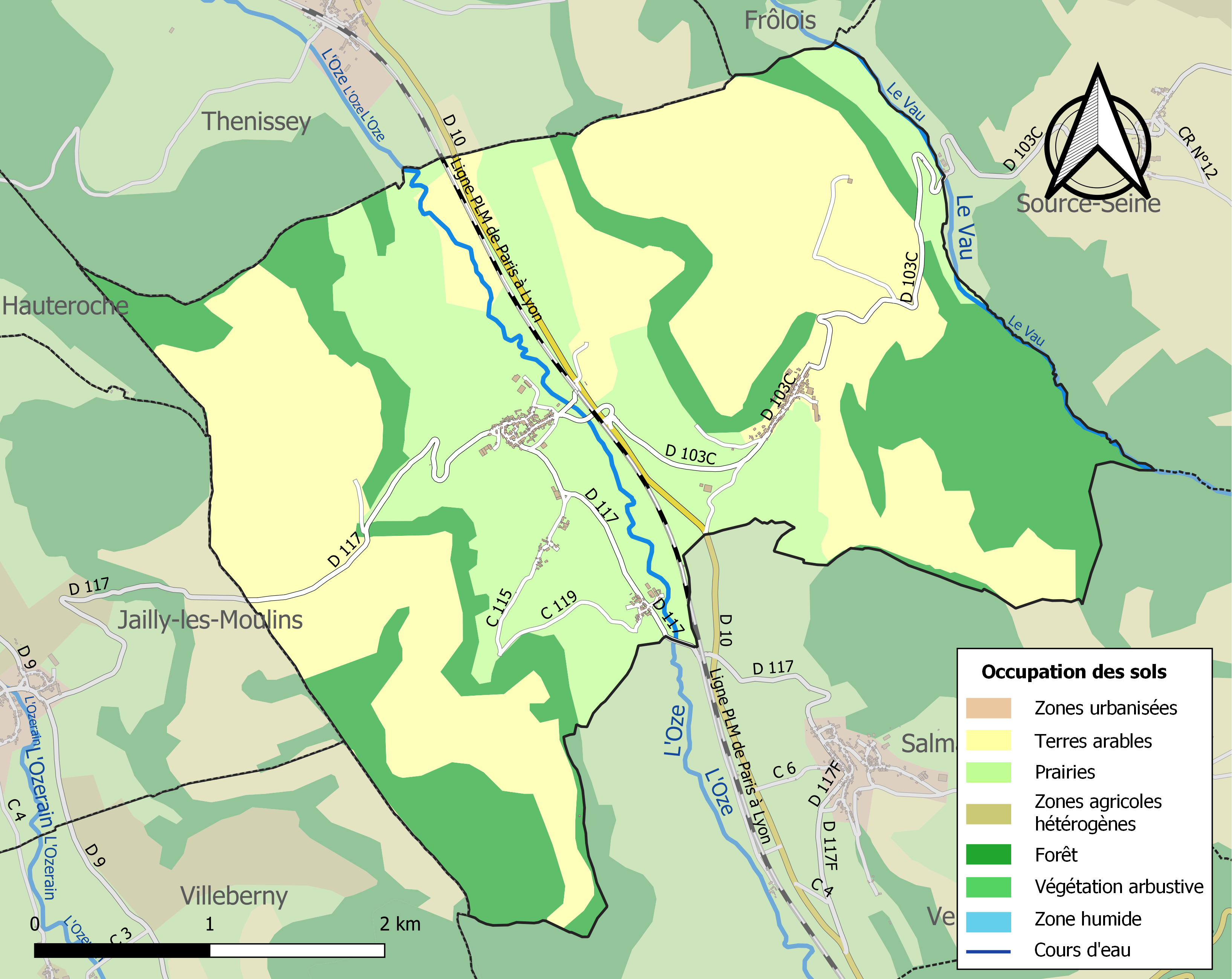
Carte des infrastructures et de l'occupation des sols de la commune en 2018 (CLC).

## Histoire
Jusqu'au début du XVIIIe siècle, les terres de Boux, Présilly, Les Bordes et Bouzot furent des entités séparées avec des destins distincts, différents seigneurs se partagèrentt ce territoire. En 1243, une partie des terres de Boux fut acquise par le duc Hugues IV et à partir de 1331, date à laquelle Étienne de Mont-Saint-Jean vendit Salmaise et son château pour 17 000 livres à Eudes IV, les terres des quatre villages qui dépendaient des seigneurs de Salmaise appartinrent aux ducs de Bourgogne. Parmi les châtelains de cette période, on peut citer Jean Valon, d’une famille de Boux et qui mourut à Boux en 1483.
En 1477, alors que le Duché était devenu une généralité du royaume de France, le domaine échut à Louis XI qui en donna la jouissance au maréchal Philippe de Hochberg et à sa descendance en récompense de son abandon du service de Charles le Téméraire pour celui du Roi de France. Louis XIV le réintégra au Domaine royal en 1693 mais bien vite le démembra. La châtellenie était administrativement intégrée au bailliage de la Montagne (Châtillon sur Seine) et à la subdélégation de Flavigny.
En 1706, le Roi, se réservant Salmaise, vendit la jouissance des terres de Présilly, de Boux et des Bordes à Jacques de Lestrade de la Cousse, baron d’Arcelot, qui en devint ainsi le seigneur engagiste. En 1743, Jacques de Lestrade acquiert également le fief de Bouzot qui était resté attaché à Salmaise, réunissant ainsi sous son unique autorité Boux, Bouzot, Les Bordes et Présilly, les unifiant en une même communauté.
En 1790, ces quatre villages qui dépendaient d’un même seigneur devinrent une unique commune, Boux, du département de la Côte-d’Or nouvellement créée, basculant sur le district de Semur-en-Auxois.
Ce n'est qu'à partir de 1801 que la dénomination Boux-sous-Salmaise désigna le village dans sa configuration actuelle.

## Politique et administration
| Période                                  | Période  | Identité              | Étiquette | Qualité |
| ---------------------------------------- | -------- | --------------------- | --------- | ------- |
| avant 1988                               | ?        | Aimé Broch            |           |         |
| mars 2001                                | en cours | Jean-Pierre Millerand |           |         |
| Les données manquantes sont à compléter. |          |                       |           |         |

## Démographie
L'évolution du nombre d'habitants est connue à travers les recensements de la population effectués dans la commune depuis 1793. Pour les communes de moins de 10 000 habitants, une enquête de recensement portant sur toute la population est réalisée tous les cinq ans, les populations de référence des années intermédiaires étant quant à elles estimées par interpolation ou extrapolation. Pour la commune, le premier recensement exhaustif entrant dans le cadre du nouveau dispositif a été réalisé en 2007.

En 2022, la commune comptait 125 habitants, en évolution de −1,57 % par rapport à 2016 (Côte-d'Or : +0,82 %, France hors Mayotte : +2,11 %).
| 1793 | 1800 | 1806 | 1821 | 1831 | 1836 | 1841 | 1846 | 1851 |
| ---- | ---- | ---- | ---- | ---- | ---- | ---- | ---- | ---- |
| 626  | 672  | 660  | 631  | 631  | 613  | 599  | 580  | 745  |

| 1856 | 1861 | 1866 | 1872 | 1876 | 1881 | 1886 | 1891 | 1896 |
| ---- | ---- | ---- | ---- | ---- | ---- | ---- | ---- | ---- |
| 575  | 495  | 444  | 402  | 393  | 386  | 398  | 356  | 338  |

| 1901 | 1906 | 1911 | 1921 | 1926 | 1931 | 1936 | 1946 | 1954 |
| ---- | ---- | ---- | ---- | ---- | ---- | ---- | ---- | ---- |
| 300  | 287  | 282  | 260  | 253  | 263  | 246  | 274  | 246  |

| 1962 | 1968 | 1975 | 1982 | 1990 | 1999 | 2006 | 2007 | 2012 |
| ---- | ---- | ---- | ---- | ---- | ---- | ---- | ---- | ---- |
| 246  | 247  | 207  | 170  | 170  | 149  | 143  | 142  | 135  |

| 2017 | 2022 | - | - | - | - | - | - | - |
| ---- | ---- | - | - | - | - | - | - | - |
| 125  | 125  | - | - | - | - | - | - | - |

## Culture locale et patrimoine

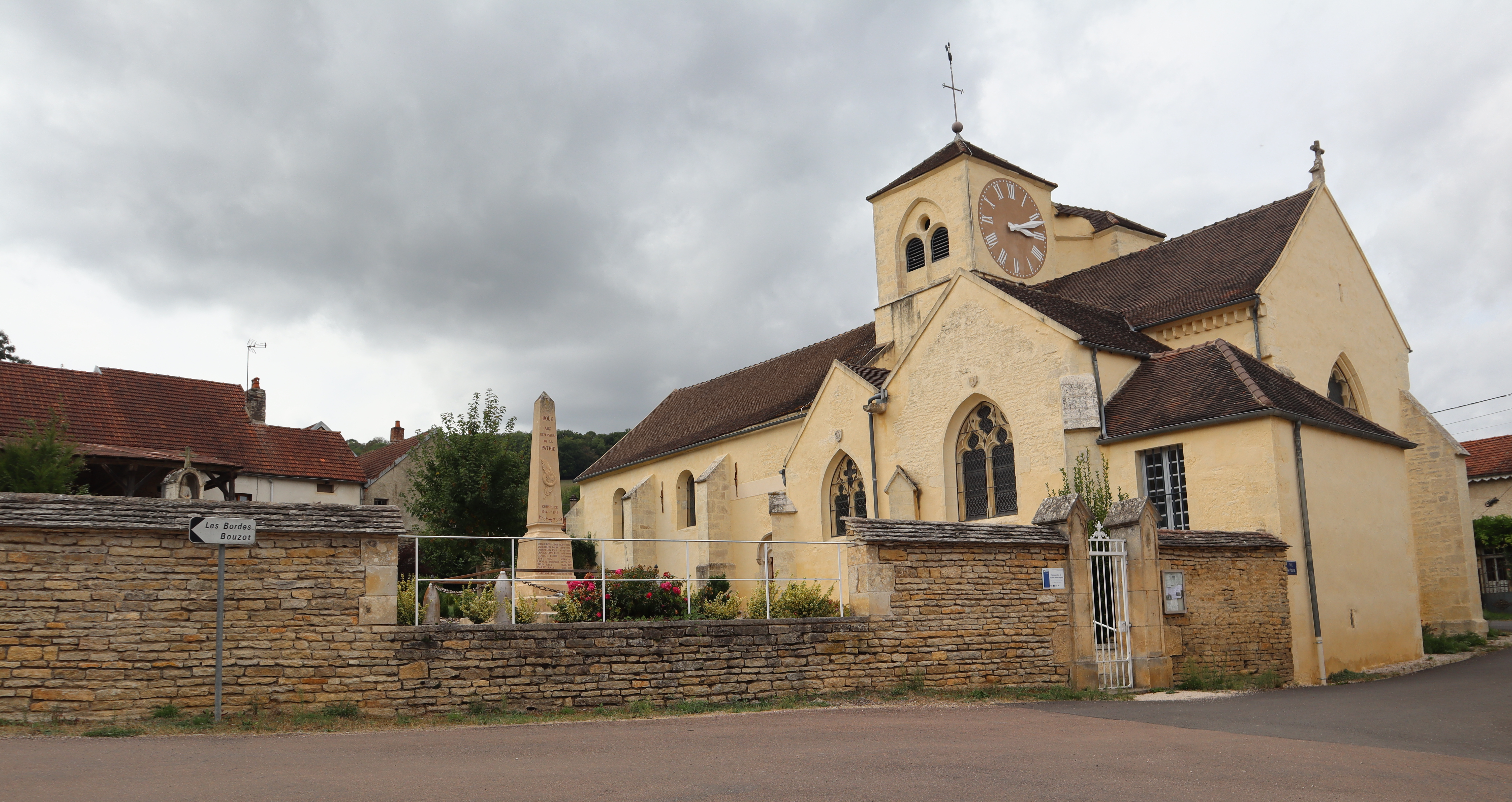
L'église Saint-Sulpice de Boux-sous-Salmaise.

### Lieux et monuments
- L'église Saint-Sulpice, du XIIIe siècle, inscrite à l'inventaire des monuments historiques par arrêté du 24 janvier 1947[19],[20].
- Le château de Bouzot dont les façades et les toitures de l'ancien pavillon d'entrée y compris le portail sont inscrits à l'inventaire des monuments historiques par arrêté du 25 juin 1970[21],[22].
- Le lavoir de Présilly, remis en état, restauration saluée par un prix décerné en 2011 par l'Association de sauvegarde des édifices ruraux de Côte-d'Or (Aseru 21)[23].